# 5 novembre en sport
18 octobre 18 décembre
Chronologies thématiques
- Croisades
- Ferroviaires
- Disney

Le 5 novembre (309e jour de l'année ou 310e en cas d'année bissextile) en sport.

## Événements

### XIXesiècle
- 1860 :
  - (Boxe) : Tom Paddock combat contre Sam Hurst pour le titre vacant du championnat poids lourd d'Angleterre dans le Berkshire. Hurst gagne en seulement cinq reprises et la ceinture de champion que détenait Tom Sayers est attribuée à Sam Hurst[1].
- 1875 :
  - (Football) : fondation du club de Blackburn
- 1886 :
  - (Golf /tournoi majeur) : l'Écossais David Brown remporte le Open britannique à Musselburgh en Écosse.

### XXesièclede1901à1950
- 1902 :
  - (Automobile) : à Ablis, William K. Vanderbilt établit un nouveau record de vitesse terrestre : 122,44 km/h.
  - (Automobile) : à Dourdan, Henri Fournier établit un nouveau record de vitesse terrestre : 123,28 km/h.
- 1903 :
  - (Automobile) : à Dourdan, Arthur Duray établit un nouveau record de vitesse terrestre : 136,36 km/h.

### XXesièclede1951à2000
- 1978 :
  - (Rallye automobile) : arrivée du Tour de Corse.
- 1989 :
  - (Formule 1) : Grand Prix automobile d'Australie.

### XXIesiècle
- 2005 :
  - (Rugby à XV) : victoire de l'équipe de France sur l'Australie par 26 à 16 au Stade-Vélodrome de Marseille. Dans les autres rencontres de la tournée d'automne, victoire des All-Blacks sur les Gallois à Cardiff par 41 à 3 et des Springboks sur l'Argentine à Buenos Aires par 34 à 23.
- 2017 :
  - (Athlétisme /Marathon) : lors de la 47e édition du Marathon de New York, chez les femmes victoire de l'Américaine Shalane Flanagan qui a mis fin à 40 ans de disette en remportant la course en 2 h 26 min et 53 s. Chez les hommes, victoire du Kényan Geoffrey Kamworor qui s'impose en 2 h 10 min et 53 s.
  - (Tennis /Masters 1000) : en finale du tournoi de Paris-Bercy, victoire de l'Américain Jack Sock face au Serbe Filip Krajinović 5-7, 6-4, 6-1. En double, victoire du Croate Ivan Dodig associé à l'Espagnol Marcel Granollers face au Néerlandais associé au Roumain Horia Tecău 3-6, 7-6, [11-9].
  - (Voile /Course en double) : départ de la 13e édition de la Transat Jacques-Vabre qui relie Le Havre en France à Salvador de Bahia au Brésil. La flotte est composée de 37 bateaux répartis sur 4 catégories (Ultime, Multi50, Imoca, Class40).
- 2020 :
  - (Cyclisme sur route /Tour d'Espagne) : sur la 15e étape du Tour d'Espagne qui se déroule de Mos à Puebla de Sanabria, sur une distance de 230,8 km, victoire du Belge Jasper Philipsen. Le Slovène Primož Roglič conserve le maillot rouge.
- 2022 :
  - (Baseball /Série mondiale) : les Astros de Houston battent les Phillies de Philadelphie 4-2[2].

## Naissances

### XIXesiècle
- 1838 :
  - Joe Goss, boxeur anglais. († 24 mars 1885).
- 1873 :
  - Teddy Flack, athlète de demi-fond et joueur de tennis australien. Champion olympique du 800 m et du 1 500 m et médaillé de bronze du double de tennis aux Jeux d'Athènes 1896. († 10 janvier 1935).
- 1879 :
  - Otto Wahle, nageur autrichien. Médaillé d'argent du 1 000 m et du 200 m avec obstacles aux Jeux de Paris 1900 puis médaillé de bronze du 440 yards aux Jeux de Saint-Louis 1904. († 11 août 1963).
- 1883 :
  - Lou Otten, footballeur néerlandais. Médaillé de bronze aux Jeux de Londres 1908. (12 sélections en équipe nationale). († 7 novembre 1946).
  - Ernie Parker, joueur de tennis australien. Vainqueur de l'Open d'Australie 1913. († 2 mai 1918).
- 1887 :
  - Teodor Koskenniemi, athlète de fond finlandais. Champion olympique du cross par équipes aux Jeux d'Anvers 1920. († 15 mars 1965).
- 1891 :
  - Jack Harris, footballeur puis entraîneur écossais. († ? 1966).
- 1893 :
  - Raymond Dubly, footballeur français. (31 sélections en équipe de France). († 7 septembre 1988).

### XXesièclede1901à1950
- 1904 :
  - Cooney Weiland, hockeyeur sur glace puis entraîneur canadien. († 3 juillet 1985).
- 1905 :
  - Carlos Riolfo, footballeur uruguayen. Champion du monde de football 1930. (2 sélections en équipe nationale). († 5 décembre 1978).
  - Louis Rosier, pilote de F1 et de courses automobile d'endurance français. Vainqueur des 24 Heures du Mans 1950. († 29 octobre 1956).
- 1906 :
  - Endre Kabos, sabreur hongrois. Champion olympique par équipes et médaillé de bronze en individuel aux Jeux de Los Angeles 1932 puis champion olympique en individuel et par équipes aux Jeux de Berlin 1936. Champion du monde d'escrime du sabre par équipes 1931 et 1935, champion du monde d'escrime du sabre en individuel et par équipes 1933 et 1934. († 4 novembre 1944).
- 1920 :
  - Tommy Godwin, cycliste sur piste britannique. Médaillé de bronze du kilomètre et de la poursuite par équipes aux Jeux de Londres 1948. († 3 novembre 2012).
- 1921 :
  - Mike Goliat, joueur de baseball américain. († 14 janvier 2004).
- 1928 :
  - Pierre Maublanc, pilote de rallyes automobile et d'endurance français.
- 1932 :
  - Algirdas Lauritėnas, basketteur soviétique puis lituanien. Médaillé d'argent aux Jeux de Melbourne 1956. Champion d'Europe de basket-ball 1953 et 1957. († 7 août 2001).
- 1936 :
  - Uwe Seeler, footballeur puis dirigeant sportif allemand. (72 sélections en équipe nationale).  († 21 juillet 2022).
- 1938 :
  - Radivoj Korać, basketteur yougoslave. Médaillé d'argent aux Jeux de Mexico 1968. (147 sélections en équipe nationale). († 2 juin 1969).
  - César Luis Menotti, footballeur puis entraîneur argentin. (2 sélections en équipe nationale). Sélectionneur de l'équipe d'Argentine de 1974 à 1978, championne du monde de football 1978 puis de l'équipe du Mexique de 1991 à 1992. († 5 mai 2024).
- 1943 :
  - Charles Biétry, journaliste sportif puis directeur sportif français.
- 1948 :
  - Janusz Gortat, boxeur polonais. († 19 décembre 2023).

### XXesièclede1951à2000
- 1951 :
  - Pierre Mankowski, footballeur puis entraîneur français.
- 1952 :
  - Oleg Blokhine, footballeur puis entraîneur soviétique puis ukrainien. Vainqueur de la Coupe d'Europe des vainqueurs de coupe 1975 et 1986. (112 sélections en équipe nationale). Sélectionneur de l'équipe d'Ukraine de 2003 à 2007 et de 2011 à 2012.
  - Bill Walton, basketteur américain. († 27 mai 2024).
- 1953 :
  - Emmanuel Bitanga, athlète de sprint camerounais. († 9 décembre 2008).
- 1960 :
  - Gérard Buscher, footballeur puis entraîneur français. (2 sélections en équipe de France)
- 1963 :
  - Jean-Pierre Papin, footballeur puis entraîneur et ensuite consultant TV français. Vainqueur de la Ligue des champions 1994 et de la Coupe UEFA 1996. (54 sélections en équipe de France)
- 1964 :
  - Abedi Pelé, footballeur ghanéen. Champion d'Afrique de football 1982. Vainqueur de la Ligue des champions 1993. (73 sélections en équipe nationale).
- 1970 :
  - Javy López, joueur de baseball portoricain.
  - Mario Reiter, skieur alpin autrichien. Champion olympique du combiné aux Jeux de Nagano 1998.
- 1971 :
  - Sergueï Berezine, hockeyeur sur glace soviétique puis russe. († 26 juin 2024).
- 1973 :
  - Johnny Damon, joueur de baseball américain.
  - Alekseï Iachine, hockeyeur sur glace puis dirigeant sportif russe. Médaillé d'argent aux Jeux de Nagano 1998 puis médaillé de bronze aux Jeux de Salt Lake City 2002. Champion du monde de hockey sur glace 1993.
  - Astou N'Diaye, basketteuse sénégalaise.
- 1974 :
  - Jerry Stackhouse, basketteur américain.
- 1975 :
  - Predrag Drobnjak, basketteur yougoslave puis monténégrin. Champion du monde de basket-ball masculin 1998 et 2002. Champion d'Europe de basket-ball 2001.
  - Selena Rudge, joueuse de rugby à XV anglaise. (43 sélections en équipe nationale).
  - Trecia Smith, athlète de sauts jamaïcaine. Championne du monde d'athlétisme du triple saut 2005.
- 1977 :
  - Richard Wright, footballeur anglais.
- 1978 :
  - Sonja Fuss, footballeuse allemande. Médaillée de bronze aux Jeux d'Athènes 2004. Championne du monde football 2003 et 2007. Championne d'Europe féminin de football 1997, 2005 et 2009. Victorieuse des Coupe féminine de l'UEFA 2005 et 2009. (68 sélections en équipe nationale).
  - Gian Maria Gabbiani, pilote de courses automobile d'endurance italien.
  - Xavier Tondo, cycliste sur route espagnol. Vainqueur du Tour du Portugal 2007. († 23 mai 2011).
  - Bubba Watson, golfeur américain. Vainqueur des Masters 2012 et 2014.
- 1980 :
  - Geneviève Simard, skieuse canadienne.
- 1983 :
  - Perrine Coste, basketteuse en fauteuil roulant française.
- 1984 :
  - Tobias Enström, hockeyeur sur glace suédois
  - Eliud Kipchoge, athlète de fond kényan. Médaillé de bronze du 5 000 m aux Jeux d'Athènes 2004 et d'argent du 5 000 m aux Jeux de Pékin 2008 puis champion olympique du marathon aux Jeux de Rio 2016. Champion du monde d'athlétisme du 5 000 m 2003. Vainqueur du Marathon de Chicago 2014, des Marathon de Londres 2015 et 2016 puis du Marathon de Berlin 2015.
  - Nantenin Keïta, athlète handisport française. Médaillée d'argent du 200 m T13 et de bronze du 400 m T13 aux Jeux de Pékin 2008 puis médaillée de bronze du 400 m T13 aux Jeux de Londres 2012 et ensuite championne paralympique du 400 m T13 aux Jeux de Rio 2016. Championne du monde d'athlétisme handisport du 200 m T13 et du 400 m T13 2006 puis championne du monde d'athlétisme handisport du 400 m T13 2015.
- 1985 :
  - Lénaïc Pépin, volleyeur français.
- 1986 :
  - Ian Mahinmi, basketteur français. (23 sélections en équipe de France).
  - Matthew Goss, cycliste sur piste et sur route australien. Champion du monde de cyclisme sur piste de la poursuite par équipes 2006. Vainqueur de Milan-San Remo 2011.
  - Kasper Schmeichel, footballeur danois. (87 sélections en équipe nationale).
- 1987 :
  - O. J. Mayo, basketteur américain.
  - Ben Swift, cycliste sur route et sur piste britannique. Champion du monde de cyclisme sur piste du scratch 2012.
- 1988 :
  - Yannick Borel, épéiste français. Champion olympique par équipes aux Jeux de Rio 2016 puis médaillé d'argent en individuel aux Jeux de Paris 2024. Champion du monde d'escrime à l'épée par équipes 2011, médaillé d'argent par équipes 2012, par équipes 2017, en individuel 2018, par équipes 2019 et 2022. Champion d'Europe d'escrime par équipes 2011, en individuel et par équipes 2016, en individuel 2017, en individuel et médaillé d'argent par équipes 2018, en individuel et médaillé de bronze par équipes 2022.
  - Virat Kohli, joueur de cricket indien. (77 sélections en Test cricket).
- 1989 :
  - D. J. Kennedy, basketteur américain.
- 1990 :
  - George Moala, joueur de rugby à XV néo-zélandais puis tongien. Vainqueur du The Rugby Championship 2016 et du Challenge européen 2019. (4 sélections avec l'Équipe de Nouvelle-Zélande et 3 avec celle des Tonga).
- 1992 :
  - Odell Beckham Jr., joueur de foot U.S américain.
  - Marco Verratti, footballeur italien. Champion d'Europe de football 2020. (49 sélections en équipe nationale).
- 1993 :
  - Mikael Wikstrand, hockeyeur sur glace suédois. Champion du monde de hockey sur glace 2018.
- 1994 :
  - Xu Chao, cycliste sur piste chinois. Champion d'Asie de cyclisme de la vitesse par équipes 2013 et 2018.
- 1995 :
  - Kadeisha Buchanan, footballeuse canadienne. Médaillée de bronze aux Jeux de Rio 2016 puis championne olympique aux Jeux de Tokyo 2020. Victorieuse des Ligues des champions féminine 2017, 2018, 2019, 2020 et 2022. (107 sélections en équipe nationale).
  - Tamara Horacek, handballeuse française. Médaillée d'argent aux Jeux de Rio 2016. Vice-championne du monde féminine de handball 2021. Médaillée de bronze à l'Euro 2016. (33 sélections en équipe de France).
  - Trey Lyles, basketteur américano-canadien.
  - Theo Pinson, basketteur américain.
- 1996 :
  - Vincent Fauché, basketteur français.
- 1997 :
  - Jordan Bone, basketteur américain.
  - Johannes Golla, handballeur allemand. Médaillé d'argent aux Jeux de Paris 2024. (91 sélections en équipe nationale).
  - Tjaša Stanko, handballeuse slovène. (66 sélections en équipe nationale).
- 1998 : 
  - Ugo Martin, joueur de rugby à XIII français.
  - Takehiro Tomiyasu, footballeur japonais. (27 sélections en équipe nationale).
- 1999 : 
  - Martina Fidanza, cycliste sur piste et sur route italienne. Championne du monde de cyclisme sur piste du scratch 2021 puis du scratch et de la poursuite par équipes 2021.
  - Loena Hendrickx, patineuse artistique belge.
  - Odette Ahirindi Menkreo, volleyeuse camerounaise. Championne d'Afrique féminin de volley-ball 2019.

### XXIesiècle
- 2004 : 
  - Yaimar Medina, footballeur équatorien.

## Décès

### XXesièclede1901à1950
- 1914 :
  - Robert Vidal, 61 ans, footballeur anglais. (1 sélection en équipe nationale). (° 3 septembre 1853).
- 1937 :
  - Jack McAuliffe, 71 ans, boxeur irlandais. Champion du monde poids légers de boxe de 1886 à 1893. (° 24 mars 1866).
- 1947 :
  - Henry Wace, 94 ans, footballeur anglais. (3 sélections en équipe nationale). (° 21 septembre 1853).
- 1949 :
  - Léon Georget, 70 ans, cycliste sur route français. (° 2 octobre 1879).

### XXesièclede1951à2000
- 1951 :
  - George Stovall, 73 ans, joueur de baseball américain. (° 23 novembre 1877).
  - Reginald Walker, 62 ans, athlète de sprint sud-africain. Champion olympique du 100 m aux Jeux de Londres 1908. (° 16 mars 1889).
- 1972 :
  - Alfred Schmidt, 74 ans, haltérophile estonien. Médaillé d'argent des -60 kg aux Jeux d'Anvers 1920. (° 1er mai 1898).
- 1973 :
  - Paul Baron, 78 ans, footballeur puis entraîneur français. (1 sélection en équipe de France). Sélectionneur de l'équipe d'Haïti de 1953 à 1954 puis de l'équipe de Grèce de 1959 à 1960. (° 23 mai 1895).
- 1979 :
  - Jean Rigal, 88 ans, footballeur français. (11 sélections en équipe de France). (° 12 décembre 1890).
- 1984 :
  - Ivor Montagu, 80 ans, pongiste puis dirigeant sportif britannique. Fondateur et président de la ITTF de 1926 à 1967 et devenu ensuite réalisateur et producteur de cinéma. (° 23 avril 1904).
- 1986 :
  - Adolf Brudes, 87 ans, pilote de course automobile Allemand. (° 15 octobre 1899).

### XXIesiècle
- 2006 :
  - Óscar González, 82 ans, pilote de courses automobile uruguayen. (° 10 novembre 1923).
  - Pietro Rava, 90 ans, footballeur puis entraîneur italien. Champion olympique aux Jeux de Berlin 1936. Champion du monde de football 1938. (30 sélections en équipe nationale). (° 21 janvier 1916).
- 2012 :
  - Keith Ripley, 77 ans, footballeur anglais. (° 29 mars 1935).
  - Jimmy Stephen, 90 ans, footballeur écossais. (2 sélections en équipe nationale). († 23 août 1922).
- 2017 :
  - Lothar Thoms, 61 ans, cycliste sur piste est-allemand puis allemand. Champion olympique du kilomètre aux Jeux de Moscou 1980. Champion du monde de cyclisme sur piste du kilomètre 1977, 1978, 1979 et 1981. (° 18 mai 1956).